# ジョージ・ドディントン (1757年没)
ジョージ・ドディントン（英語: George Dodington、1681年ごろ – 1757年4月14日）は、グレートブリテン王国の政治家。庶民院議員（在任：1730年 – 1741年、1747年 – 1754年）を務めた。

## 生涯
ウィリアム・ドディントン（William Dodington、1650年ごろ – 1708年3月22日、ジョン・ドディントンの次男）の息子として、1681年ごろに生まれた。
1720年に同族のジョージ・ドディントンが死去、その遺言状で同じく同族のジョージ・ドディントン（のち初代メルコム男爵）の男系男子が断絶した場合、ドディントンが遺産を継承すると定められたが、ドディントンがメルコム男爵より先に亡くなったため遺産を継承することはなかった。
1730年にウェイマス・アンド・メルコム・レジス選挙区（4人区）で行われた補欠選挙において、同族のジョージ・ドディントンの支持を受けて、152票対55票で当選した。1734年イギリス総選挙で再選した後、1741年イギリス総選挙ではジョージ・ドディントンと首相ロバート・ウォルポールの政争により候補に推されなかったが、ジョージ・ドディントンがウォルポールの後任ヘンリー・ペラムと和解した後は1747年イギリス総選挙で再び当選、1754年イギリス総選挙をもって議員を退任した。議会では常にジョージ・ドディントンに同調して投票した。
1757年4月14日に死去、サマセットのホージントンで埋葬された。

## 家族
1人目の妻アリシア（Alicia、1691年ごろ – 1745年6月27日埋葬、ウィリアム・ギフォードの娘）との間に子供はいなかった。
1746年11月14日にメアリー・ベネット（Mary Bennet）と結婚したが、2人の間にも子供はいなかった。